# 黃尚
黄尚，字伯河，南郡邔縣（今湖北省宜城市）人。中國东汉時期官員，官至司徒。

## 生平
黃尚年少就历任显要官职，以明于政事著称，曾任大司農，並於漢顺帝陽嘉三年（134年）担任司徒。永和元年（136年），因災異不斷，順帝就召黃尚等眾公卿大臣於顯親殿議論應否以天子之禮改葬原以王禮下葬的北鄉侯劉懿，並追加諡號。時司隶校尉周举則稱劉懿並非正統，曾經登位只因奸臣之故，以王禮改葬已是尊崇，不應該再加禮葬，災異並非因劉懿禮諡而引起。黃尚與太常桓焉等七十多人都贊同周舉所言，順帝亦听从了他們的建议。永和三年（138年），黃尚免去司徒，後事不詳。